# Duarte Nuno de Bragança
Duarte Nuno de Bragança (Duarte Nuno Fernando Maria Miguel Gabriel Rafael Francisco Xavier Raimundo António de Bragança; n. 23 septembrie 1907 – d. 24 decembrie 1976) a fost pretendent la tronul Portugaliei din 1920 până la moartea sa.

## Biografie
Duarte Nuno Fernando Maria Miguel Gabriel Rafael Francisco Xavier Raimundo António de Bragança s-a născut la castelul Seebenstein în Austro-Ungaria, ca fiul lui Miguel Januário de Bragança și a celei de-a doua soții, Maria Theresa de Löwenstein-Wertheim-Rosenberg. Duarte Nuno a avut doi frați vitregi mai mari și o soră vitregă mai mare și opt surori bune.
Bunicii paterni au fost Miguel I al Portugaliei și Adelaide de Löwenstein-Wertheim-Rosenberg. Bunicii materni au fost Karl Heinrich Prinț de Löwenstein-Wertheim-Rosenberg și Prințesa Sofia de Liechtenstein.
A doua zi după naștere, Duarte Nuno a fost botezat la Seebenstein. Nașii lui au fost mătușa lui Aldegundes de Bragança și soțul altei mătuși, Alfonso Carlos, Duce de San Jaime.

### Succesiunea ca pretendent miguelist

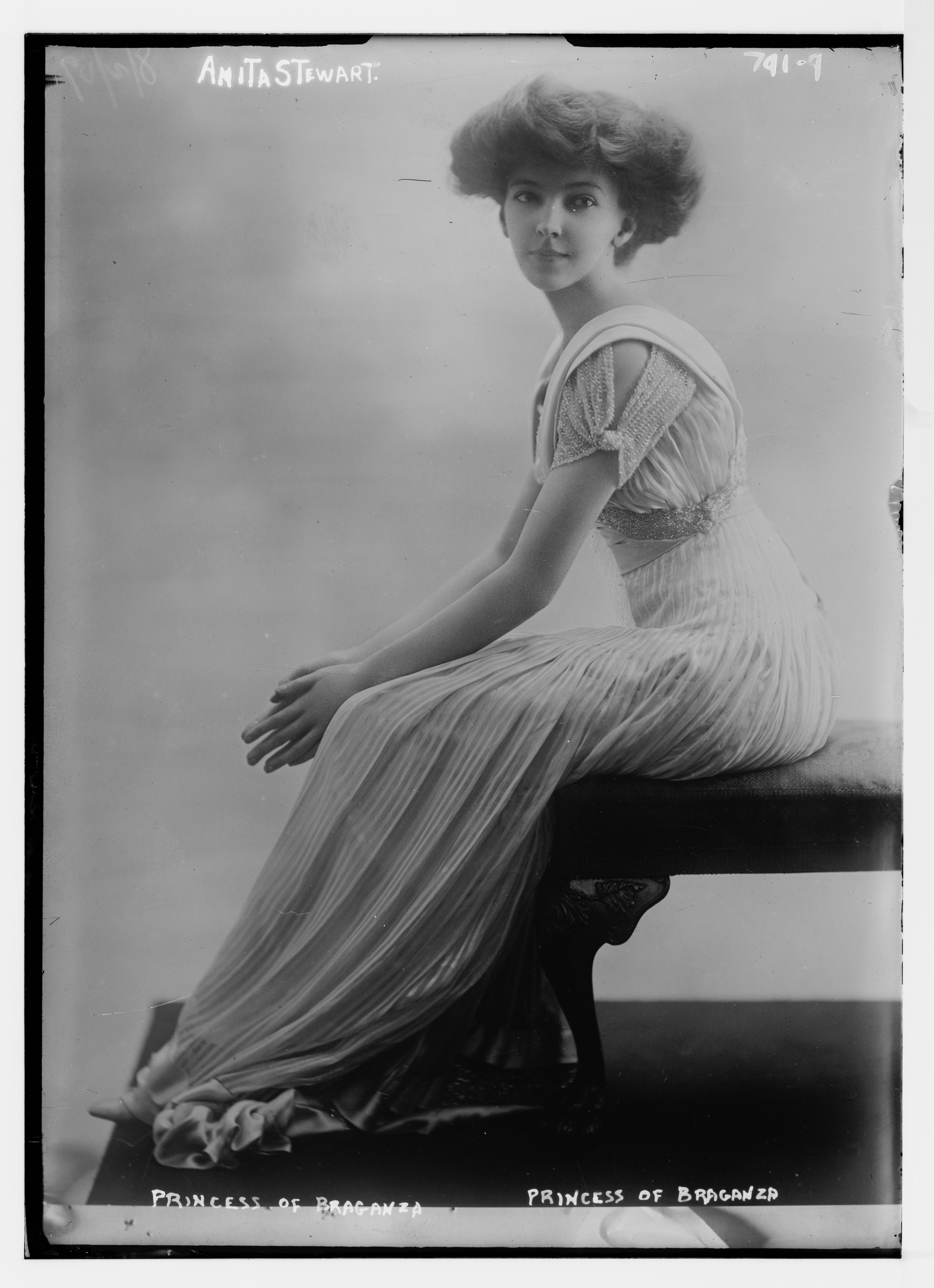
Americanca Anita Stewart, soția fratelui cel mare al lui Duarte Nuno, și pentru care Prințul Miguel de Braganza a renunțat la drepturile asupra succesiunii în 1920.

Al doilea frate al lui Duarte Nuno, Prințul Francisco José de Braganza, a murit în 1919 necăsătorit și fără copii; la 21 iulie 1920 fratele său ce mare, Prințul Miguel de Braganza, Duce de Viseu, a renunțat la drepturile asupra succesiunii pentru a se căsători cu americanca Anita Stewart.
Zece zile mai târziu, la 31 iulie 1920, tatăl lor, Miguel al II-lea, a abdicat de la pretenția asupra tronului Portugaliei în favoarea fiului său, Duarte Nuno.
Prin urmare, migueliștii l-au recunoscut pe Duarte Nuno drept Regele Duarte al II-lea al Portugaliei, deși Portugalia devenise republică în 1910 când strănepotul reginei Maria a II-a, regele Manuel al II-lea (care trăia în 1920), a fost trimis în exil. 
Pentru că Duarte Nuno avea numai 11 ani când a succedat ca pretendent miguelist la tronul portughez, mătușa lui, Aldegundes de Bragança, a acționat ca regentă până la majoratul lui.

### Căsătorie și copii
La 15 octombrie 1942, în catedrala Petropolis din Brazilia, Duarte Nuno s-a căsătorit cu Maria Francisca de Orléans-Bragança (8 septembrie 1914 - 15 ianuarie 1968), fiica lui Pedro de Alcântara, Prinț de Grão Para. Căsătoria a fost deosebit de populară, deoarece Maria Francisca era strănepoata regelui Pedro al II-lea al Braziliei, fratele mai mic al reginei Maria a II-a. Astfel, căsătoria a unit cele două linii rivale ale familiei regale portugheze. Maria Francisca și familia ei erau văzuți ca reprezentanți ai unei monarhii liberale, spre deosebire de conservatorismul tradițional al familiei lui Duarte Nuno.
Duarte Nuno și Maria Francisca au avut trei fii:
- Duarte Pio de Bragança (n. 1945).
- Miguel Rafael de Bragança (n. 1946)
- Henrique Nuno de Bragança (n. 1949).